# Jules Chéret
Jules Chéret (n. 31 mai 1836, Paris, Île-de-France, Franța – d. 23 septembrie 1932, Nisa, Franța) a fost un pictor și litograf francez care a devenit un maestru al artei posterului în perioada Belle Époque. El a fost numit părintele afișului modern.

## Viața timpurie și cariera

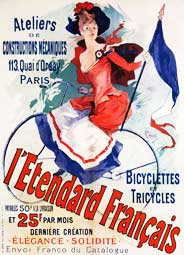
L'Etendard Français, afișul lui Chéret din 1891 pentru magazinul de biciclete de pe Quai d'Orsay

Născut la Paris într-o familie de artizani săraci, dar creativi, Chéret a avut o educație foarte limitată. La vârsta de 13 ani, a început o ucenicie de trei ani la un litograf, iar apoi interesul său pentru pictură l-a determinat să urmeze un curs de artă la École Nationale de Dessin. La fel ca majoritatea celorlalți artiști începători, Chéret a studiat tehnicile diferiților artiști, din trecut și din prezent, vizitând muzeele din Paris.
Între 1859 și 1866, a urmat cursuri de litografie la Londra, în Anglia, unde a fost puternic influențat de abordarea britanică a designului și tipăririi afișelor. La întoarcerea în Franța, Chéret a creat afișe publicitare pline de viață pentru cabarete, săli de concerte și teatre precum Eldorado, Olympia, Folies Bergère⁠(d), Théâtre de l'Opéra, Alcazar d'Été⁠(d) și Moulin Rouge. A creat afișe și ilustrații pentru săptămânalul satiric Le Courrier français⁠(d).
Potrivit colecționarului de afișe Ernest Maindron, care a scris primul eseu despre afișul ilustrat în Gazette des Beaux-Arts⁠(d) în 1884, iar mai târziu a publicat prima carte pe acest subiect (Les Affiches Illustrees) în 1886, Chéret, alături de frații Léon⁠(d) și Alfred Choubrac⁠(d), a fost unul dintre pionierii posterului ilustrat. La începutul anilor 1870, Chéret și frații Choubrac au redus costul litografiei color introducând progrese tehnice.

## Popularitate în creștere

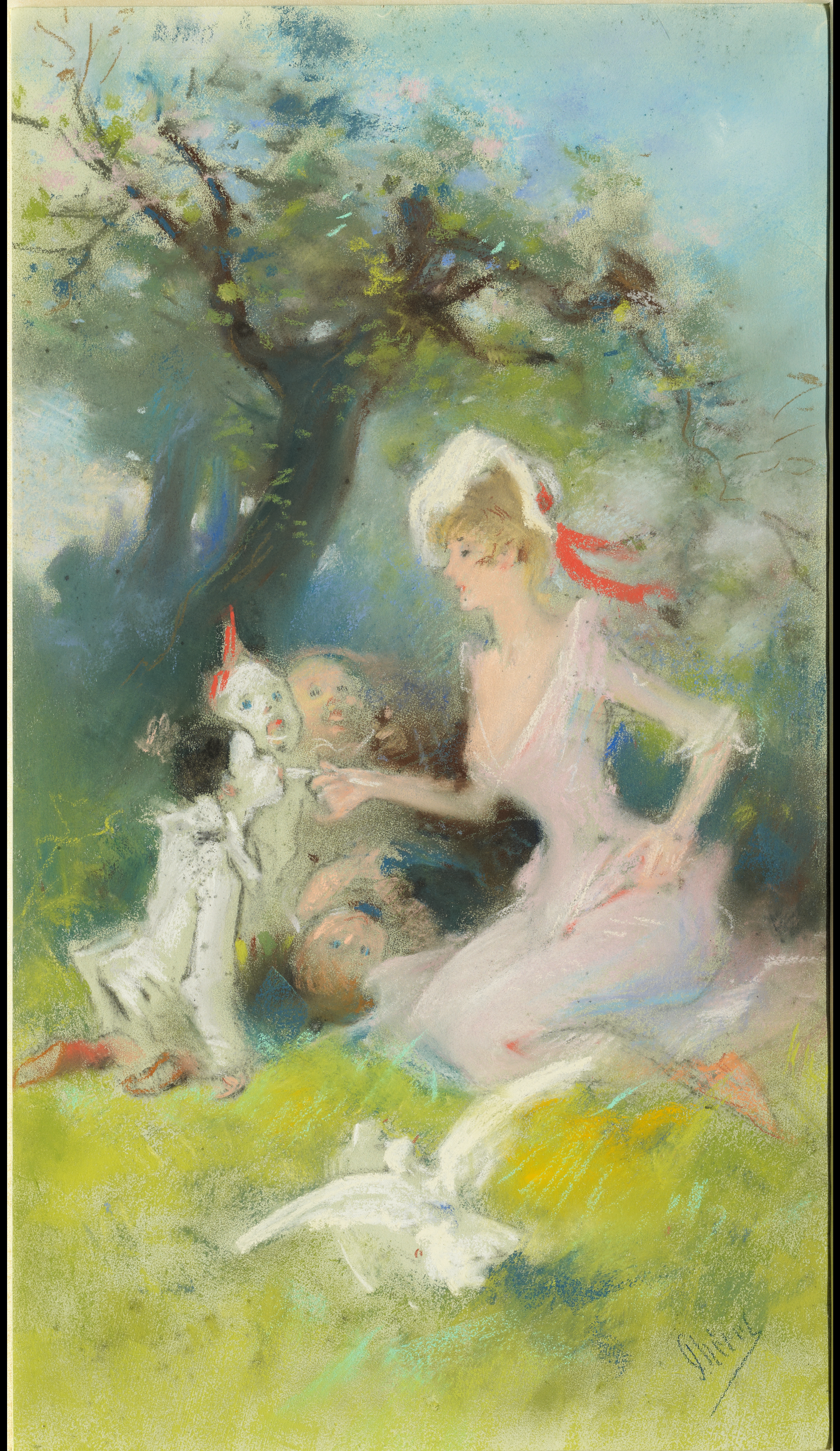
Hrănind clovnii, înainte de 1890, pastel pe hârtie bej. Institutul de Artă Clark

Lucrările sale au fost influențate de scenele de frivolitate reprezentate în lucrările unor artiști rococo precum Jean-Honoré Fragonard și Antoine Watteau. Era atât de solicitat, încât și-a extins afacerea pentru a oferi reclame pentru piesele de teatru ale trupelor în turneu, pentru festivaluri municipale și apoi pentru băuturi și lichioruri, parfumuri, săpunuri, cosmetice și produse farmaceutice. În cele din urmă, a devenit o forță publicitară majoră, adăugând la lista sa de clienți companiile feroviare și o serie de întreprinderi de producție.
Pe măsură ce lucrările sale au devenit mai populare, iar afișele sale mari, care prezentau femei cu spirit liber și modeste, au găsit un public mai numeros, experții au început să-l numească „părintele eliberării femeilor”. Femeile fuseseră anterior descrise în artă ca prostituate sau puritane. Femeile din afișele lui Chéret vesele, elegante și pline de viață — „Cherettes”, așa cum erau numite populare — nu erau nici una, nici alta. A fost o eliberare pentru femeile din Paris și a anunțat o atmosferă vizibil mai deschisă în Paris, unde femeile puteau să se angajeze în activități anterior tabu, cum ar fi purtarea de corsete decoltate și fumatul în public. Aceste „Cherettes” au fost văzute și recunoscute pe scară largă, iar un scriitor al vremii a spus: „Este dificil să concepi Parisul fără „Cheréts” lui (sic).”
În 1895, Chéret a creat colecția Maîtres de l'Affiche⁠(d), o importantă publicație de artă care cuprinde reproduceri de mici dimensiuni cu cele mai bune lucrări a nouăzeci și șapte de artiști parizieni. Succesul său a inspirat o industrie care a văzut apariția unei noi generații de designeri de afișe și pictori precum Charles Gesmar și Henri de Toulouse-Lautrec. Unul dintre elevii săi a fost Georges de Feure⁠(d).
La bătrânețe, Chéret s-a retras în climatul plăcut al Rivierei Franceze la Nisa. A murit în 1932 la vârsta de nouăzeci și șase de ani și a fost înmormântat în Cimetière Saint-Vincent din cartierul Montmartre din Paris.

## Moștenire
A fost distins cu Légion d'honneur de către guvernul francez în 1890 pentru contribuțiile sale remarcabile la artele grafice. Deși picturile sale i-au adus un anumit respect, munca sa de creare de afișe publicitare, asumată doar pentru a-și plăti facturile, dar în cele din urmă și dedicarea, a fost cea pentru care este amintit astăzi. Premiul i-a fost acordat pentru crearea unei forme de artă care satisface nevoile comerțului și industriei. Edmond de Goncourt l-a recunoscut pe Chéret drept „primul pictor al zidului parizian, inventatorul artei în afiș” atunci când a închinat un toast în cinstea artistului la banchetul organizat în onoarea sa.
În 1933 a fost onorat cu o expoziție postumă a operei sale la prestigiosul Salon d'Automne⁠(d) din Paris. De-a lungul anilor, afișele lui Chéret au devenit foarte căutate de colecționarii din întreaga lume.

## Selecție de lucrări

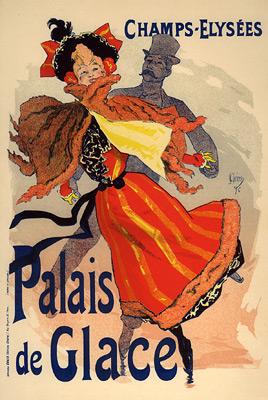
Palais des Glaces
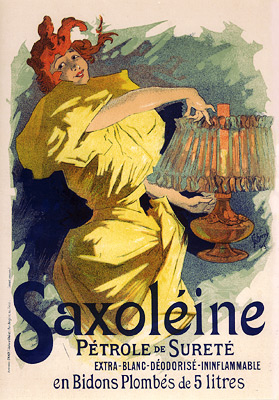
Saxoléine, Pétrole de sureté
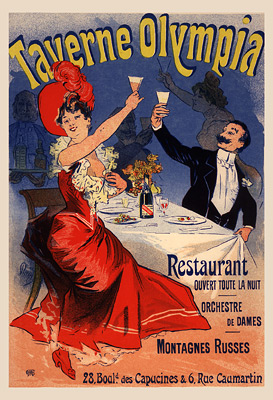
Taverne Olympia, Restaurant
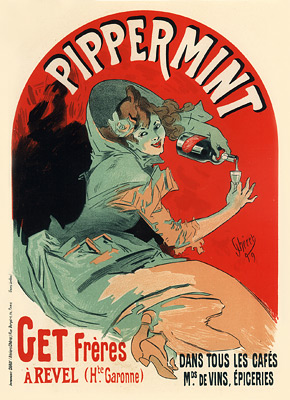
Pippermint, Get Frères
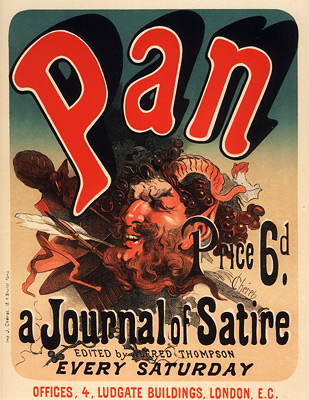
Pan, a Journal of Satire
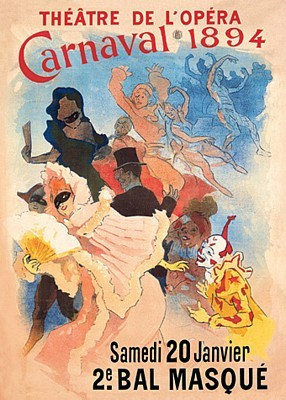
Théâtre de l'Opéra, Carnaval 1894
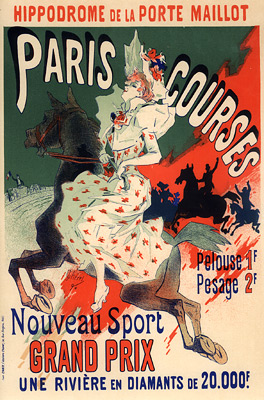
Hippodrome de la Porte Maillot, Paris Courses
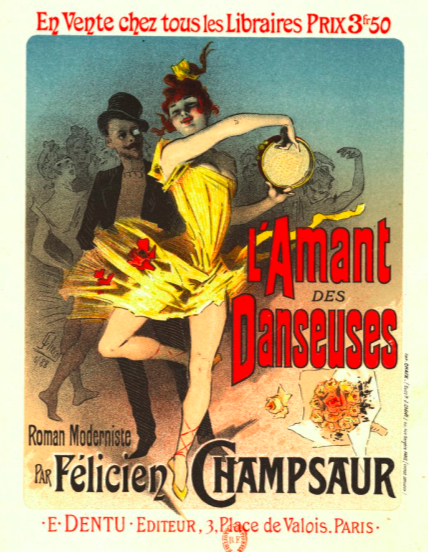
L'Amant des Danseuses Roman Moderniste par Félicien Champsaur
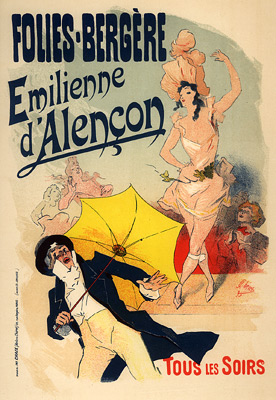
Folies Bergères Émilienne d’Alençon
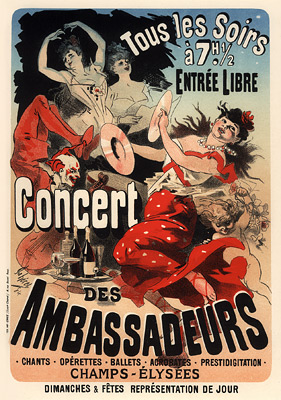
Concert des Ambassadeurs Champs-Élysées
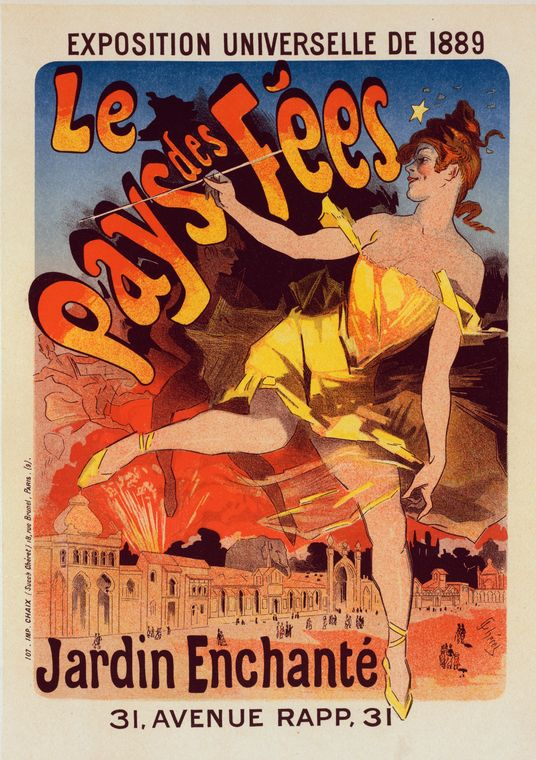
Exposition Universelle 1889, Le Pays des Feés
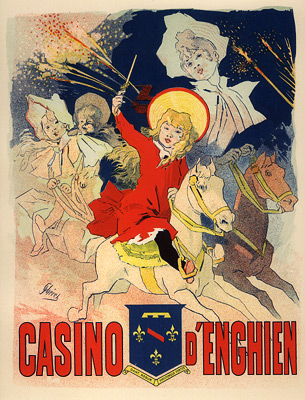
Casino d'Enghien
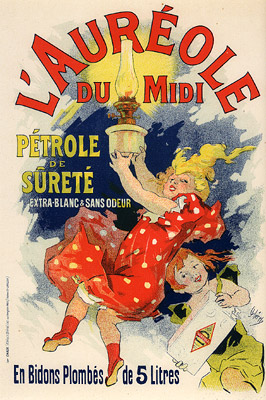
L´Aureole du Midi Pétrole de sureté
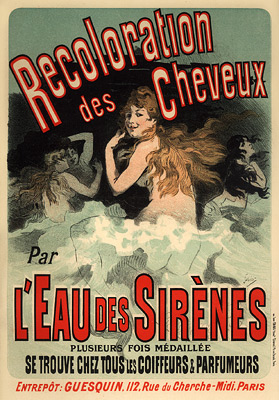
Recoloration des Cheveux par l'Eau des Sirènes